# Білорусьнафта
Білорусьнафта (біл. Беларуснафта) — нафтогазодобувна компанія в Білорусі, заснована 1966 року. Основні промислові центри — Речиця та Світлогорськ.

## Характеристика
У 1990-х у складі компанії було 19 підприємств., вона розробляла приблизно 25 нафтових родовищ на Прип'ятському прогині. Колектори — доломіти і вапняки верхньодевонських відкладів. Поклади пластові, тектонічно екрановані, рідше склепінчасті; глиб. залягання 1650-4560 м. Нафта в пластових умовах містить супутній газ. Основний спосіб видобутку нафти — насосний. Нафта високоякісна, малосірчиста, газ — метанового типу з домішками азоту.

## Сучасний стан

Логотип

На початку XXI ст. виробниче об'єднання «Бєларусьнєфть» — дочірня компанія концерну «Білнафтохім», яка є оператором нафтових родовищ країни. Займається розвідкою і видобутком нафти, бурінням свердловин, видобутком сирої нафти і зрідженням нафтового газу, підземною обробкою свердловин, переробленням газу, будівельними роботами на території нафтових родовищ і експлуатацією родовищ, торгівлею нафтопродуктами.
ПО «Беларусьнефть» має 21 структурний підрозділ і займається експлуатацією 63 нафтових родовищ з 508 діючими свердловинами. З 1964 року підприємство видобуло 103 мільйони тонн нафти і 9657 мільйонів м³ зрідженого нафтового газу. Цьому підприємству належить 26 сучасних автозаправних станцій.

### ВО «Білорусьнафта» в Україні
У 2017 році Белоруснефть виграла тендер на буріння чотирьох експлуатаційних свердловин у Полтавській області. Контракт на буріння свердловин був укладений Белоруснефть і ДТЕК Нафтогазом наприкінці липня 2017 р. Згідно з техзавданням, кожна зі свердловин буде похило-спрямованої, глибиною 5,5-5,7 тис. м.
Бурова техніка, застосовувана ВО «Білорусьнафта» в Україні: стаціонарна італійська бурова установка Drillmec 1500HP 2014 року випуску з потужністю 1500 к.с, бурова лебідка Drillmec MAS 6000 вантажопідйомністю 345 т, верхній привод Canrig 1035 АС-500, силовий привод з керованою частотою обертання General Electric. Система приготування і циркуляції бурового розчину: насоси типу триплекс потужність 1600 к.с, обладнання компанії Derrick. Для буріння похило-спрямованої ділянки свердловини із застосуванням роторно-керованої системи залучені фахівці Schlumberger. При поглибленні свердловини будуть використані бурові долота Smith цієї ж компанії. Застосовано безамбарний метод для шламів буріння.

### Міжнародні санкції
2 грудня 2021 року компанія потрапила до чорного списку Європейського Союзу. 20 грудня Швейцарія додала «Білорусьнафту» до свого санкційного списку. 22 грудня до відповідного пакету санкцій ЄС приєдналися Албанія, Ісландія, Ліхтенштейн, Норвегія, Північна Македонія, Сербія та Чорногорія.
З жовтня 2022 року «Білорусьнафта» перебуває під санкціями України.